# Asquith, New South Wales
Asquith este o suburbie în Sydney, Australia.